# Saint-Germain-sur-Eaulne
Saint-Germain-sur-Eaulne ist eine französische Gemeinde mit 226 Einwohnern (Stand 1. Januar 2022) im Département Seine-Maritime in der Region Normandie. Sie gehört zum Arrondissement Dieppe und zum Kanton Neufchâtel-en-Bray. Die Bewohner werden Germinois und Germinoises genannt.

## Geographie
Saint-Germain-sur-Eaulne liegt östlich des Zentrums des Départements, etwa 46,5 Kilometer nordöstlich von Rouen und etwa 35,5 Kilometer südöstlich von Dieppe an der Eaulne. Umgeben wird Saint-Germain-sur-Eaulne von den Nachbargemeinden Vatierville im Norden, Le Caule-Sainte-Beuve im Osten und Nordosten, Sainte-Beuve-en-Rivière im Osten, Bouelles im Süden, Neuville-Ferrières und Neufchâtel-en-Bray im Südwesten sowie Ménonval im Westen.

## Bevölkerungsentwicklung
| Jahr                       | 1962 | 1968 | 1975 | 1982 | 1990 | 1999 | 2006 | 2013 | 2020 |
| Einwohner                  | 224  | 225  | 221  | 219  | 240  | 235  | 217  | 189  | 219  |
| Quellen: Cassini und INSEE |      |      |      |      |      |      |      |      |      |

## Belege
1. ↑  http://cassini.ehess.fr/cassini/fr/html/fiche.php?select_resultat=32121 Seite mit detaillierter Auflistung der Bevölkerungszahlen
2. ↑  https://www.insee.fr/fr/statistiques/3681328?geo=COM-76584 Offizielle Statistik

## Sehenswürdigkeiten
- Kirche Saint-Germain aus dem 17. Jahrhundert
- Ruinen des Schlosses aus dem 17. Jahrhundert